# コリン・ウィルソン
コリン・ウィルソン（Colin Wilson、 1931年6月26日 - 2013年12月5日）は、イギリスの小説家、評論家。

## 来歴
1931年6月26日、イングランドのレスターに生まれる。父親は靴工場で働く労務者であり、典型的な労働者階級の出であった。経済的事情から16歳でやむなく学校を去り、さまざまな仕事に就きながら空いた時間に執筆を続ける。
1956年、24歳の時、様々な文学人・文化人について「実存主義的な危機」という観点から論じた評論『アウトサイダー』を発表。これが大きな反響を呼び、作家としての地位を確立。これは当時取り組んでいた小説『暗黒のまつり』の執筆を中断して一気に書き上げたものである。この期間中、ウィルソンは定職に就かず、昼間は大英博物館で執筆、夜は野宿という生活を送っていた(これらの経緯は何作もある彼の自伝において繰り返し述べられている)。
その後はその博覧強記な才能によって、殺人、オカルト、心理学などを独自の思想から論じてきており、自身ではこれを「新実存主義」と呼んでいる。この他、SF小説や警察小説なども執筆している。
2012年の6月、脳卒中により、会話の能力を喪失した。翌2013年の12月に死去。

## Angry young men（怒れる若者たち）
『アウトサイダー』出版と同時期にデビューした、社会秩序に反抗的な若手作家たちのことを、ジョン・オズボーンの戯曲『怒りをこめて振り返れ』にちなんで「タイムズ」紙が「怒れる若者たち」と呼んだ。『怒りをこめてふりかえれ』、キングズリー・エイミスの『ラッキー・ジム』、ジョン・B・ウェイン の『急いで下りろ』、アラン・シリトーの『土曜の夜と日曜の朝』などに代表される。
この頃刊行された書籍に Tom Maschler, ed., Declaration (MacGibbon & Kee, London, 1957)［トム・マシュラー編『若き世代の発言』小池銈・橋口稔訳、南雲堂、1959］がある。

## 業績

### アウトサイダー・サイクル
『アウトサイダー』に始まる初期のコリン・ウィルソンの実存主義思想のシリーズ。サルトル、バルビュス、カミュ、ドストエフスキー、ニーチェ、ジョージ・フォックス、グルジェフなど、さまざまな思想家や小説家に根ざしている実存的危機を読み解き、そこから抜け出す道を模索している。シリーズでは、宗教思想、歴史学、社会学、文学、セックス、哲学などさまざまな分野の知識を駆使して、問題を追求している。

### 哲学・心理学
アブラハム・マズローの心理学の影響から、健康人の心理学を発展させ、独自の楽観主義を展開した。セント・ニオット・マージン、ロボットといった概念を与えている。意識と無意識との関係性を再構築する必要があると考えている。
楽観主義という立場から、サルトルの思想に含まれる悲観主義的側面を強く批判している。
コリン・ウィルソンは自身の哲学を『新実存主義』だと書いている。ホワイトヘッドの哲学や、ニーチェの哲学からの影響があると見られるが、より平易に、一般に向けて書かれたものと感じられる。

### 殺人研究
『殺人百科』では、切り裂きジャックやペーター・キュルテンなど古典的な殺人事件を扱っている。彼の殺人の哲学は、小田晋や福島章など、日本の心理学者や評論家にも大きな影響を与えている。
パリの女学生を殺害した佐川一政との対談もある。
『現代殺人の解剖』では、ニーチェやドストエフスキーの『悪霊』などを論じて意志の麻痺を語り、無動機殺人の背景に何らかの動機を見て取るという、迫力ある論考を展開している。

### オカルト研究
1971年にコリン・ウィルソンは出版社の依頼で『オカルト』を発表した。「オカルト」ブームの発端の一人である。この時期のウィルソンは宗教や心理学には強い関心を抱いていたが、オカルティズムに対しては懐疑的だった。ウィルソンはラスプーチンとグルジェフを、オカルティズムを超えて評価できる思想家であると考えている。
ウィリアム・ジェームズの超常現象に対する考察「それを信じたい人には信じるに足る材料を与えてくれるけれど、疑う人にまで信じるに足る証拠はない。超常現象の解明というのは本質的にそういう限界を持っている」に対し、コリン・ウィルソンは、これを「ウィリアム・ジェームズの法則」と名づけた。

### 小説
ジェラード・ソーム三部作(『暗黒のまつり』『ジェラード・ソーム氏の性の日記』『迷宮の神』)では、同時期に執筆された評論と密接に関連したテーマを扱っている。『ガラスの檻』はウィリアム・ブレイク愛好者をめぐる連続殺人事件。
SFでは『精神寄生体』、『賢者の石』、『宇宙ヴァンパイアー』など、ラヴクラフトのクトゥルフ神話の影響を受けた作品が多い。これはファンタジー文学の評論『夢見る力』にてラヴクラフトに対して批判的な見解を述べたウィルソンに対して、ラヴクラフト作品の編集者・出版者であり自身も作家のオーガスト・ダーレスが「自分で幻想的な小説を書いてみたらどうか」と薦めた事による。ウィルソンは『精神寄生体』のまえがきにおいてラヴクラフトへの評価を一部改める旨を述べている。
また、ウィルソンは『夢見る力』においてトールキンの『指輪物語』を高く評価していた。1980年代後半からは自身も壮大なファンタジー『スパイダー・ワールド』シリーズを執筆している。巨大化した昆虫に支配された未来の地球におけるひとりの少年の成長物語・冒険物語である。同時に昆虫の生態についての読み物でもあり、また、ウィルソン独自の「意思の力」にまつわる思想も述べられている。

### 文芸評論
人間の想像力の可能性から、ウィルソンはSFやファンタジーの持つ意義を高く評価する。ジャン＝ジャック・ルソーの『新エロイーズ』やリチャードソンの『パミラ』によって、ヨーロッパでは想像力の飛躍的な拡大が始まったと主張している。ラヴクラフトやデイヴィッド・リンゼイなどを再評価している。
また、ウィルソンはシェイクスピア嫌いを表明していて、評論ではことごとく批判している。イギリスの劇作家バーナード・ショーを、シェリーやワーグナーにひけを取らぬロマン主義者であり、ゲーテ以来の如何なるヨーロッパ作家よりも高度の客観性を備えていた、と高く評価し、関連論文も出版した（但し、ショーはシェイクスピアへのドグマ的な評価を批判しているが、シェイクスピア嫌いではない）。
コリン・ウィルソンは実存批評を掲げてデュレンマットやサルトル、ドストエフスキーなどを好んで論じている。ウィルソンの文芸批評の代表作の一つが『夢見る力』で、これはSFと世界文学とウィルソン自身の哲学とを論じた、熱意あふるる著作である。

## 著作一覧

### 評論

#### 1950年代
- The Outsider (Victor Gollancz, London 1956)
『アウトサイダー』福田恆存・中村保男訳、紀伊國屋書店、1957
改訳版『アウトサイダー』中村保男訳、集英社文庫、1988／上下巻、中公文庫、2012
- Religion and the Rebel (Victor Gollanz, London 1957)
『宗教と反抗人』上巻、中村保男訳、紀伊國屋書店、1958
『続アウトサイダー』下巻、中村保男訳、紀伊國屋書店、1965
改訳版『宗教とアウトサイダー』上下巻、河出文庫、1992
- The Age of Defeat (Victor Gollancz, London 1959)
『敗北の時代』丸谷才一訳、新潮社、1959

#### 1960年代
- Encycloedia of Murder (Victor Gollancz, London 1961)
パトリシア・ピットマンとの共著『殺人百科』大庭忠男訳、彌生書房、1963、改訂増補新装版、1993
- The Strength to Dream: Literature and the Imagination (Victor Gollancz, London 1962)
『夢見る力――文学と想像力』中村保男訳、竹内書店、1968／河出文庫、1994
- Origins of the Sexual Impulse  (Arthur Barker, London 1963)
『性の衝動――新実存主義への道』大竹勝訳、竹内書店、1964
- Rasputin and the Fall of the Romanovs (Victor Gollancz, London 1964)
『ラスプーチン』内山敏訳、読売新聞社、1970
『ラスプーチン』大瀧啓裕訳、サンリオSF文庫、1981
- Brandy of the Damned (1964)
『コリン・ウィルソン 音楽を語る』河野徹訳、冨山房、1970
- Beyond the Outsider (Victor Gollancz, London 1965)
『アウトサイダーを超えて』中村保男訳、竹内書店、1966
- Eagle and Earwig (1965)
『新時代の文学』上巻、中村保男訳、福村出版、1976
『文学の可能性』下巻、中村保男・中村正明訳、福村出版、1976
- Sex and the Intelligent Teenager (1966)
『性と知性』榊原晃三訳、二見書房、1966
- Introduction to the New Existentialism (1966)
『実存主義を超えて』中村保男・中村正明訳、福村出版、1974
- Voyage to a Beginning (1969)
『発端への旅――コリン・ウイルソン自伝』飛田茂雄訳、竹内書店、1971／中公文庫、2005
- A Casebook of Murder (1969)
『殺人の哲学』高儀進訳、竹内書店、1970／角川文庫、1973／改題『殺人ケースブック』河出文庫、1992
- Bernard Shaw: A Reassessment (1969)
『バーナード・ショー』中村保男訳、新潮社、1972
- Poetry and Mysticism (1969; subsequently significantly expanded in 1970)
- L'amour: The Ways of Love (1970)

#### 1970年代
- The Strange Genius of David Lindsay (with E. H. Visiak and J. B. Pick, 1970)
- The Occult: A History (Random House, 1971)
『オカルト』中村保男訳、上下巻、新潮社、1973／平河出版社、1985
- Order of Assassins: The Psychology of Murder (1972)
『純粋殺人者の世界』中村保男訳、新潮社、1974／改題『現代殺人の解剖――暗殺者の世界』河出文庫、1991
- New Pathways in Psychology: Maslow and the Post-Freudian Revolution (1972) (2ns ed., , Littlehampton Book Services, 2001)
『至高体験――自己実現のための心理学』由良君美・四方田剛己（四方田犬彦）訳、河出書房新社、1979、河出文庫、1998
- Strange Powers (1973)
『三人の超能力者の話』中村保男訳、新潮社、1975／改題『超能力者』河出文庫、1992
- "Tree" by Tolkien (Capra Press, 1973)
- Hermann Hesse (1974)
- Wilhelm Reich (1974)
- Jorge Luis Borges (1974)
- Hesse-Reich-Borges: Three Essays (1974)
- Ken Russell: A Director in Search of a Hero (1974)
- A Book of Booze（1974）
『わが酒の讃歌 文学・音楽・そしてワインの旅』 田村隆一訳、徳間書店、1975、徳間文庫 1989
- The Unexplained (1975)
- Mysterious Powers (US title They Had Strange Powers) (1975)
『驚異の超能力者たち』木村一郎訳、学習研究社、1976
- The Craft of the Novel (1975)
『小説のために――想像力の秘密』鈴木建三訳、紀伊國屋書店、1977
- Enigmas and Mysteries (1975)
『神秘と怪奇』安田洋平訳、学習研究社、1977
- The Geller Phenomenon (1975)
- Colin Wilson's Men of Mystery (US title 'Dark Dimensions') (with various authors, 1977)
- Mysteries (1978)
『ミステリーズ オカルト・超自然・PSIの探究』高橋和久他訳、工作舎、1987
- Mysteries of the Mind (with Stuart Holroyd, 1978)
- The Haunted Man: The Strange Genius of David Lindsay (1979)

#### 1980年代
- Science Fiction as Existentialism (1980)
『SFと神秘主義』 大瀧啓裕編訳　サンリオ文庫、1985
- Frankenstein's Castle: the Right Brain-Door to Wisdom (1980)
『フランケンシュタインの城――意識のメカニズム』中村保男訳、平河出版社、1984
- Starseekers (1980)
『スターシーカーズ』田中三彦・上野圭一・菅靖彦訳、平河出版社、1982
- The Book of Time, edited by John Grant and Colin Wilson (1980)
『時間の発見』ジョン・グラントとの共編、竹内均訳・解説、三笠書房、1982
- The War Against Sleep: The Philosophy of Gurdjieff (1980)
『覚醒への戦い』鈴木建三・君島邦守訳、紀伊國屋書店、1981
- The Directory of Possibilities, edited by Colin Wilson and John Grant' (1981)
『「未知」への事典』ジョン・グラントとの共編、中村保男訳、平河出版社、1991
- Poltergeist!: A Study in Destructive Haunting (1981)
『ポルターガイスト』宮川雅訳、青土社、1991
- Anti-Sartre, with an Essay on Camus (1981)
- The Quest for Wilhelm Reich (HarperCollins, 1981)
『性と文化の革命家 ライヒの悲劇』鈴木晶訳、筑摩書房、1986
- The Goblin Universe (with Ted Holiday, 1982)
- Access to Inner Worlds: The Story of Brad Absetz (Rider & Co, 1983)
『右脳の冒険 内宇宙への道』中村保男訳、平河出版社、1984
- Encyclopedia of Modern Murder, 1962–83 (1983)
『現代殺人百科』、ドナルド・シーマンとの共著、関口篤訳、青土社、1989、新版、2004
- The Psychic Detectives: The Story of Psychometry and Paranormal Crime Detection (1984)
『サイキック――人体に潜む超常能力の探究と超感覚的世界』梶元靖子 訳、荒俣宏監修・解説、三笠書房、1989
- A Criminal History of Mankind (Harper Collins, 1984), revised and updated (2005)
『世界残酷物語』上下巻、関口篤訳、青土社、1990-1991、新装版、2009
- Lord of the Underworld: Jung and the Twentieth Century (1984)
『ユング――地下の大王』安田一郎訳、河出書房新社、1985、河出文庫、1993
- The Bicameral Critic (1985)
『コリン・ウィルソン評論集――新楽観主義を求めて』中村保男・中村正明訳、扶桑社、1987
- The Essential Colin Wilson (1985)
- Rudolf Steiner: The Man and His Vision (1985)
『ルドルフ・シュタイナー その人物とヴィジョン』中村保男・中村正明訳、河出書房新社、1986、河出文庫、1994
- Afterlife: An Investigation of the Evidence of Life After Death (George G. Harrap & Co, 1985)
『コリン・ウィルソンの「来世体験」』梶元靖子訳、三笠書房、1991
- Scandal!: An Encyclopedia of Scandal', Edited by Colin Wilson and Donald Seaman' (1986)
『世界醜聞劇場』ドナルド・シーマンとの共編、関口篤訳、青土社、1993
- The Book of Great Mysteries, Edited by Colin Wilson and Christopher Evans (1986)
- An Essay on the 'New' Existentialism (1988)
- The Laurel and Hardy Theory of Consciousness (1986)
- Marx Refuted – The Verdict of History, edited by Colin Wilson (with contributions also) and Ronald Duncan, Bath, (UK), (1987)
- Aleister Crowley: The Nature of the Beast (1987)
『現代の魔術師 クローリー伝』中村保男訳、河出書房新社、1988
- The Musician as 'Outsider' (1987)
- The Encyclopedia of Unsolved Mysteries (with Damon Wilson, 1987)
『世界不思議百科』、息子のダモン・ウィルソンとの共著、関口篤訳、青土社、1989、新版、2007
- Jack the Ripper: Summing Up and Verdict (with Robin Odell, 1987)
『切り裂きジャック――世紀末ロンドンの殺人鬼は誰だったのか？』、ロビン・オーデルとの共著、仁賀克雄訳、徳間書店、1990、徳間文庫、1998
- Autobiographical Reflections (1988)
- The Misfits: A Study of Sexual Outsiders (GRAFTON, 1988)
『性のアウトサイダー』鈴木晶訳、青土社、1989／中公文庫、2008
- Beyond the Occult (1988)
- The Mammoth Book of True Crime (1988)
『コリン・ウィルソンの犯罪コレクション』上下巻、関口篤訳、青土社、1994
- The Decline and Fall of Leftism (1989)
- Written in Blood: A History of Forensic Detection (1989)
『世界犯罪百科』上下巻、関口篤訳、青土社、1991
- Existentially Speaking: Essays on the Philosophy of Literature (1989)
『知の果てへの旅――思想と文学の現在』関口篤訳、青土社、1996

#### 1990年代
- Serial Killers: A Study in the Psychology of Violence (1990)
『連続殺人の心理』、ドナルド・シーマンとの共著、中村保男訳、河出文庫、1993
- The Mammoth Book of the Supernatural (1991)
『世界超能力百科』関口篤訳、上下巻、青土社、1992
- Colin Wilson's World Famous Murders (1991)
『コリン・ウィルソンの殺人ライブラリー1 殺人狂時代の幕開け』中山元・二木麻里訳、青弓社、1994
『コリン・ウィルソンの殺人ライブラリー2 情熱の殺人』中山元・二木麻里訳、青弓社、1994
『コリン・ウィルソンの殺人ライブラリー3 殺人の迷宮』中山元・二木麻里訳、青弓社、1994
『コリン・ウィルソンの殺人ライブラリー4 猟奇連続殺人の系譜』中山元・二木麻里訳、青弓社、1994
- Mozart's Journey to Prague (1992)
- The Strange Life of P.D. Ouspensky (1993)
『二十世紀の神秘家ウスペンスキー』中村正明訳、河出書房新社、1995
- The Mammoth Book of True Crime 2 (1993)
『世界犯罪史』関口篤訳、青土社、1997
- Unsolved Mysteries: Past and Present (with Damon Wilson, 1993)
『世界不思議百科 総集編』、ダモン・ウィルソンとの共著、関口篤訳、青土社、1995、新版、2009
- Outline of the Female Outsider (1994)
- Clin Wilson’s World Famous Crimes (Running Press, 1995)
『世界大犯罪劇場』松浦俊輔訳、青土社、1997
- A Plague of Murder (1995)
- 『狂気にあらず！？――「パリ人肉事件」佐川一政の精神鑑定』、天野哲夫・佐川一政との共著、第三書館、1995（日本語オリジナル書籍）
- 『ずっと、人間のことばかり考えていた。』 小川隆訳 アスペクト 1996
- From Atlantis to the Sphinx (Random House, 1996) 
『アトランティスの遺産』川瀬勝訳、角川春樹事務所、1997
- An Extraordinary Man in the Age of Pigmies: Colin Wilson on Henry Miller (1996)
- The Atlas of Holy Places and Sacred Places (1996)
『世界遺跡地図』森本哲郎監訳、三省堂、1998
- 『饗――カニバル』佐川一政との共著、柳下毅一郎訳・構成、竹書房、1996 （日本語オリジナル書籍）
- The Unexplained Mysteries of the Universe (1997)
- Below the Iceberg: Anti-Sartre and Other Essays (reissue with essays on postmodernism, 1998)
- The Corpse Garden: The Crimes of Fredand Rose West (1998)
『「死体の庭」あるいは「恐怖の館」殺人事件』鈴木晶訳、ぶんか社、1997
- The Books in My Life (1998)
『わが青春 わが読書』柴田元幸監訳、学習研究社、1997／改題『超読書体験』上下巻、学研M文庫、2000
- Alien Dawn (1999)
『エイリアンの夜明け』南山宏訳、角川春樹事務所、1999

#### 2000年代
- The Devil's Party (US title Rogue Messiahs:  : Tales of Self-Proclaimed saviors) (Hampton Roads Publishing, 2000)
『カリスマへの階段』関口篤訳、青土社、1996 （日本語版が初公刊）
- The Atlantis Blueprint, with Rand Flem-Ath, (Delacorte Press, 2000)
『アトランティス・ブループリント――神々の壮大なる設計図』ランド・フレマスとの共著、松田和也訳、学習研究社、2002
- Illustrated True Crime: A Photographic History (2002)
- Dreaming To Some Purpose (2004) – autobiography
『コリン・ウィルソンのすべて――自伝』中村保男訳、河出書房新社、2005
- World Famous UFOs (2005)
- Atlantis and the Kingdom of the Neanderthals (2006)
『アトランティスの暗号――10万年前の失われた叡智を求めて』松田和也訳、学習研究社、2006
- Crimes of Passion: The Thin Line Between Love and Hate (2006)
- Manhunt: A Study in Detection: Tracking Serial Killers (US title MANHUNT the definitive history of serial murder investigation) (2006)
『人狩り――連続殺人犯を追いつめろ！』植松靖夫訳、悠書館、2008
- The Angry Years: The Rise and Fall of the Angry Young Men (2007)
- Manhunters: Criminal Profilers & Their Search for the World's Most Wanted Serial Killers (2007)
- Super Consciousness: The Quest for the Peak Experience (2009)
『超越意識の探求 自己実現のための意識獲得法』松田和也訳、学習研究社、2007
- Existential Criticism: selected book reviews (edited by Colin Stanley) (2009)

#### 2010年代
- Supernatural: Your Guide Through the Unexplained, the Unearthly and the Unknown (2011)
- Comments on Boredom' and 'Evolutionary Humanism and the New Psychology (2013)
- Introduction to 'The Faces of Evil': an unpublished book (2013)
- An End to Murder (with Damon Wilson, 2015)
『殺人の人類史』デイモン・ウィルソンとの共著、上下巻、松田和也訳、青土社、2016
- Collected Essays on Philosophers (edited by Colin Stanley, 2016)

### 小説
- Ritual in the Dark (1959) 『暗黒のまつり』 中村保男訳　新潮社 1960
- Adrift in Soho (1961) 未訳、『ソーホー街漂流』
- Man Without a Shadow (米国版 The Sex Diary of Gerard Sorme) (1963)『ジェラード・ソーム氏の性の日記』 磯村淳訳 二見書房 1965、『形而上学者の性日記』中村保男訳 ペヨトル工房 1990
- The Glass Cage（1966）『ガラスの檻』 中村保男訳 新潮社 1967
- The Mind Parasites（1967）『精神寄生体』 小倉多加志訳 早川書房 1969 のち学研M文庫
- The Philosopher's Stone（1969）『賢者の石』 中村保男訳　創元推理文庫、1971
- The God of Labyrinth（1969）『迷宮の神』  大龍啓裕訳  サンリオSF文庫 1980
- The Killer (米国版 Lingard)（1970）『殺人者』 永井淳訳 早川書房 1975
- The Black Room（1974）『黒い部屋』 中村保男訳 新潮社 1974
- The Space Vampires（1976）『宇宙ヴァンパイアー』 中村保男訳 新潮文庫、1977
- The Schoolgirl Murder Case（1975）『スクールガール殺人事件』 高見浩訳 新潮社 1975  のち文庫
- The Return of the Lloigor（1977）『ロイガーの復活』 団精二（荒俣宏）訳  ハヤカワ文庫 1977
- Spider World: The Tower (1987)『スパイダー・ワールド 賢者の塔』  小森健太朗訳  講談社ノベルス 2001
- Spider World: The Delta (1987)『スパイダー・ワールド 神秘のデルタ』  小森健太朗訳  講談社ノベルス 2001

## 映画
- スペースバンパイア(原題：Lifeforce)　1985年　監督：トビー・フーパー　原作：上記の『宇宙ヴァンパイアー』

## 雑誌特集など
- 『即身：密教パラダイム－高野山大学百周年記念シンポジウム』河出書房新社、1988
  - フリッチョフ・カプラ、ライアル・ワトソン、松長有慶、松岡正剛との対談や、ウィルソン「悲観主義の超克のために」を収録
- 『銀星倶楽部』09号、「特集=コリン・ウィルスン」、ペヨトル工房、1988
- 『ユリイカ』1988年9月号、「特集=コリン・ウィルソン――性・犯罪・オカルト」、青土社

## 研究・評伝
- Sidney R. Campion, The World of Colin Wilson: a biographical study (Mulller, 1962)
- John A. Weigel, Colin Wilson (Boston: Twayne Publishers, 1975)
- Clifford P. Bendau, Colin Wilson: The Outsider and Beyond (San Bernardino: Borgo Press, 1979)
- Nicolas Tredell, The Novels of Colin Wilson (London: Vision Press, 1982)
- Dale Salwak (ed), Interviews with Britain's Angry Young Men (San Bernardino: Borgo Press, 1984)
- Howard F. Dossor, Colin Wilson: the bicameral critic: selected shorter writings (Salem: Salem House, 1985)
- John Moorhouse & Paul Newman, Colin Wilson, two essays (Nottingham: Paupers' Press, 1988)
- Colin Stanley, (ed). Colin Wilson, a celebration: essays and recollections (London: Cecil Woolf, 1988)
- Michael Trowell, Colin Wilson, the positive approach (Nottingham: Paupers' Press, 1990)
- Howard F. Dosser, Colin Wilson: The Man and His Mind (Shaftesbury, Dorset: Element Books, 1990)
ハワード・F・ドッサー『コリン・ウィルソン その人と思想の全体像』中村正明訳、日本教文社、1996
- Colin Stanley, The Nature of Freedom' and other essays (Nottingham: Paupers' Press, 1990)
- Jeffrey Smalldon, Human Nature Stained: Colin Wilson and the existential study of modern murder (Nottingham: Paupers' Press, 1991)
- Tim Dalgleish, The Guerilla Philosopher: Colin Wilson and Existentialism (Nottingham: Paupers' Press, 1993)
- Gary Lachman, Two essays on Colin Wilson (Nottingham: Paupers' Press, 1994)
- Howard F. Dossor, The Philosophy of Colin Wilson: three perspectives (Nottingham: Paupers' Press, 1996)
- Paul Newman, Murder as an Antidote for Boredom: the novels of Laura Del Rivo, Colin Wilson and Bill Hopkins (Nottingham: Paupers' Press, 1996)
- John Shand & Gary Lachman, Colin Wilson as Philosopher (Nottingham: Paupers' Press, 1996)
- Robertson, Vaughan. Wilson as Mystic (Nottingham: Paupers' Press, 2001)
- Tom Greenwell, Chepstow Road: a literary comedy in two acts (Nottingham: Paupers' Press, 2002)
- Brad Spurgeon, Colin Wilson: philosopher of optimism (Manchester: Michael Butterworth, 2006)
- Colin Stanley, Colin Wilson's 'Outsider Cycle': a guide for students (Nottingham: Paupers' Press, 2009)
- Sidney R. Campion, The Sound Barrier: a study of the ideas of Colin Wilson (Nottingham: Paupers' Press, 2011)
- Colin Stanley, (ed). Around the Outsider: essays presented to Colin Wilson on the occasion of his 80th birthday (Winchester: O-Books, 2011)
- Colin Stanley, Colin Wilson's 'Occult Trilogy': a guide for students (Alresford: Axis Mundi Books, 2013)*Colin Stanley, Colin Wilson's Existential Literary Criticism: a guide for students (Nottingham: Paupers' Press, 2014)
- Nicolas Tredell, Novels to Some Purpose: the fiction of Colin Wilson (2015)
- Colin Stanley, The Ultimate Colin Wilson Bibliography 1956–2015 (Nottingham: Paupers' Press, 2015)
- Gary Lachman, Beyond the Robot: the life and work of Colin Wilson (New York: Tarcher Perigee, 2016)
- Colin Stanley, An Evolutionary Leap: Colin Wilson and Psychology (London: Karnac, 2016)
- Colin Stanley, The Writing of Colin Wilson's 'Adrift in Soho' (2016)
- Colin Stanley (ed). Proceedings of the First International Colin Wilson Conference (Newcastle upon Tyne: Cambridge Scholars, 2017)